# Ligne du Wannsee
La ligne du Wannsee (Wannseebahn) est une ligne ferroviaire du sud-ouest de l'Agglomération berlinoise en Allemagne. À son ouverture en 1891, elle reliait la gare berlinoise de Potsdam (près de la place de Potsdam dans le centre de Berlin) et la gare du Wannsee près du lac éponyme. Aujourd'hui, elle relie la gare d'Anhalt à Berlin-centre à la gare centrale de Potsdam à Potsdam-centre via la gare du Wannsee. La ligne est empruntée par la ligne 1 du S-Bahn de Berlin.
Elle fait 27,8 km de long et les trains y circulent à la vitesse maximale de 100 km/h.

## Histoire
La première section de la ligne du Wannsee est construite en 1874 comme une deviation par la gare de Wannsee de la ligne de Berlin à Magdebourg qu'elle quitte à hauteur de la gare de Zehlendorf et qu'elle rejoint à hauteur de la gare de Griebnitzsee. Elle est mise en service le 1er juin 1874. À la suite du développement du lotissement de villas (Villenkolonie) à Berlin-Lichterfelde, on estime nécessaire de desservir le quartier par une ligne propre qui est mise en service le 1er octobre 1891. Il s'agit de la première ligne suburbaine autonome des grandes lignes d'Allemagne.
L'électrification de la ligne est réalisée entre 1933 et 1934. C'est une électrification en 750 V. par troisième rail.